# Segunda División de México 1967-68
La Temporada 1967-68 de la Segunda División de México fue el décimo octavo torneo de la historia de la segunda categoría del fútbol mexicano. Se disputó entre los meses de julio de 1967 y febrero de 1968. En esta edición el torneo se expandió a 18 equipos. El Laguna se coronó campeón de la categoría por primera ocasión.
Esta temporada además se creó la Tercera División, por lo que fue la primera ocasión en que un equipo descendió hacia una categoría inferior. Los Albinegros de Orizaba fueron el primer equipo que se vio obligado a dejar la categoría por cuestiones deportivas.

## Cambios
- Pachuca ascendió a Primera División.
- Ciudad Madero descendió desde el máximo circuito.
- Tigres de la Universidad de Nuevo León y Unión de Curtidores ingresaron a la liga como nuevos equipos.[3][4]

## Formato de competencia
Los dieciocho equipos compiten en un grupo único, todos contra todos a visita recíproca. Se coronará campeón el equipo con la mayor cantidad de puntos y conseguirá el ascenso; si al final de la campaña existiera empate entre dos equipos en la cima de la clasificación, se disputaría un duelo de desempate para definir al campeón, esto claro sin considerar de por medio ningún criterio de desempate.

## Equipos participantes

### Equipos por Entidad Federativa
| Entidad Federativa | N.º | Equipos                                 |
| ------------------ | --- | --------------------------------------- |
| Guanajuato         | 3   | Celaya, Salamanca y Unión de Curtidores |
| Tamaulipas         | 3   | Ciudad Madero, Tampico y Victoria       |
| Coahuila           | 2   | Laguna y Torreón                        |
| Michoacán          | 2   | La Piedad y Zamora                      |
| Veracruz           | 2   | Orizaba y Poza Rica                     |
| Estado de México   | 1   | Texcoco                                 |
| Jalisco            | 1   | Nacional                                |
| Nayarit            | 1   | Tepic                                   |
| Morelos            | 1   | Zacatepec                               |
| Nuevo León         | 1   | Tigres U. de N.L.                       |
| Puebla             | 1   | Puebla                                  |

### Información sobre los equipos participantes
| Equipo              | Ciudad                               | Estadio                   |
| ------------------- | ------------------------------------ | ------------------------- |
| Celaya              | Celaya, Guanajuato                   | Miguel Alemán Valdés      |
| La Piedad           | La Piedad, Michoacán                 | Juan N. López             |
| Laguna              | Torreón, Coahuila                    | San Isidro                |
| Madero              | Ciudad Madero, Tamaulipas            | Tamaulipas                |
| Nacional            | Guadalajara, Jalisco                 | Jalisco                   |
| Orizaba             | Orizaba, Veracruz                    | Moctezuma                 |
| Poza Rica           | Poza Rica, Veracruz                  | Parque Jaime J. Merino    |
| Puebla              | Puebla, Puebla                       | Olímpico Ignacio Zaragoza |
| Salamanca           | Salamanca, Guanajuato                | El Molinito               |
| Tampico             | Tampico, Tamaulipas                  | Tamaulipas                |
| Tepic               | Tepic, Nayarit                       | Nicolás Álvarez Ortega    |
| Texcoco             | Texcoco, Estado de México            | Municipal de Texcoco      |
| Tigres U. de N.L.   | San Nicolás de los Garza, Nuevo León | Universitario             |
| Torreón             | Torreón, Coahuila                    | Revolución                |
| Unión de Curtidores | León, Guanajuato                     | La Martinica              |
| Victoria            | Ciudad Victoria, Tamaulipas          | Marte R. Gómez            |
| Zacatepec           | Zacatepec, Morelos                   | Agustín Coruco Díaz       |
| Zamora              | Zamora, Michoacán                    | Moctezuma                 |

## Clasificación
| Pos. | Equipo              | Pts. | PJ | G  | E  | P  | GF | GC | Dif. | Clasificación              |
| ---- | ------------------- | ---- | -- | -- | -- | -- | -- | -- | ---- | -------------------------- |
| 1    | Laguna (C)          | 51   | 34 | 21 | 9  | 4  | 70 | 25 | +45  | Ascenso a Primera División |
| 2    | Zacatepec           | 50   | 34 | 21 | 8  | 5  | 62 | 25 | +37  |                            |
| 3    | Torreón             | 49   | 34 | 22 | 5  | 7  | 69 | 19 | +50  |                            |
| 4    | Salamanca           | 46   | 34 | 18 | 10 | 6  | 52 | 28 | +24  |                            |
| 5    | Puebla              | 43   | 34 | 18 | 7  | 9  | 54 | 33 | +21  |                            |
| 6    | Ciudad Victoria     | 43   | 34 | 17 | 9  | 8  | 47 | 28 | +19  |                            |
| 7    | Tampico             | 39   | 34 | 16 | 7  | 11 | 48 | 43 | +5   |                            |
| 8    | Ciudad Madero       | 34   | 34 | 12 | 10 | 12 | 51 | 63 | −12  |                            |
| 9    | Texcoco             | 33   | 34 | 12 | 9  | 13 | 40 | 42 | −2   |                            |
| 10   | Poza Rica           | 32   | 34 | 12 | 8  | 14 | 45 | 39 | +6   |                            |
| 11   | Unión de Curtidores | 30   | 24 | 13 | 4  | 7  | 52 | 61 | −9   |                            |
| 12   | Celaya              | 28   | 34 | 10 | 8  | 16 | 36 | 57 | −21  |                            |
| 13   | Zamora              | 25   | 34 | 10 | 5  | 19 | 46 | 57 | −11  |                            |
| 14   | Nacional            | 25   | 34 | 9  | 7  | 18 | 44 | 66 | −22  |                            |
| 15   | La Piedad           | 22   | 34 | 5  | 12 | 17 | 26 | 51 | −25  |                            |
| 16   | Tepic               | 21   | 34 | 4  | 13 | 17 | 26 | 58 | −32  |                            |
| 17   | Tigres U. de N.L.   | 21   | 34 | 5  | 11 | 18 | 30 | 73 | −43  |                            |
| 18   | Orizaba (D)         | 20   | 34 | 7  | 6  | 21 | 36 | 66 | −30  | Descenso de categoría      |

 Fuente: RSSSF
Criterios de clasificación: Puntos · Diferencia de goles · Goles a favor · Play-off
|                             |
| Laguna Campeón 1.er título. |

### Resultados
| Local \ Visitante   | CEL | LPD | LAG | MAD | NAC | ORI | PZR | PUE | SAL | TAM | TEP | TEX | TOR | UDC | UNL | VIC | ZAC | ZAM |
| ------------------- | --- | --- | --- | --- | --- | --- | --- | --- | --- | --- | --- | --- | --- | --- | --- | --- | --- | --- |
| Celaya              | —   | 3–1 | 0–3 | 0–1 | 2–1 | 2–1 | 2–1 | 2–1 | 1–2 | 2–0 | 3–1 | 0–0 | 0–1 | 1–0 | 3–0 | 2–0 | 0–0 | 1–1 |
| La Piedad           | 0–0 | —   | 1–3 | 1–0 | 0–1 | 1–2 | 2–1 | 0–1 | 0–0 | 1–0 | 1–1 | 0–0 | 2–2 | 2–3 | 1–1 | 0–1 | 0–3 | 2–0 |
| Laguna              | 2–1 | 1–1 | —   | 5–0 | 4–0 | 3–0 | 1–0 | 1–0 | 1–0 | 3–0 | 4–0 | 3–1 | 1–0 | 5–1 | 5–1 | 1–1 | 2–2 | 5–0 |
| Ciudad Madero       | 4–1 | 3–1 | 1–1 | —   | 2–4 | 4–2 | 2–1 | 1–1 | 1–1 | 1–1 | 2–1 | 0–1 | 1–1 | 3–3 | 4–0 | 2–1 | 1–1 | 2–1 |
| Nacional            | 1–1 | 2–1 | 1–2 | 1–2 | —   | 3–1 | 2–3 | 1–0 | 1–3 | 1–1 | 1–1 | 1–3 | 0–3 | 2–4 | 4–0 | 2–2 | 0–2 | 3–0 |
| Orizaba             | 2–2 | 0–1 | 1–1 | 2–1 | 1–1 | —   | 2–1 | 3–3 | 0–0 | 0–2 | 1–0 | 1–2 | 1–2 | 0–1 | 3–1 | 1–3 | 0–1 | 0–2 |
| Poza Rica           | 3–0 | 4–1 | 0–0 | 2–2 | 0–1 | 2–0 | —   | 1–1 | 0–1 | 1–1 | 3–1 | 6–0 | 1–0 | 1–0 | 1–0 | 2–1 | 1–1 | 2–1 |
| Puebla              | 5–0 | 3–0 | 1–1 | 4–1 | 2–0 | 2–1 | 2–0 | —   | 2–1 | 5–1 | 1–1 | 1–0 | 2–1 | 3–1 | 1–0 | 2–1 | 1–0 | 3–1 |
| Salamanca           | 2–0 | 1–1 | 1–0 | 4–0 | 2–1 | 3–1 | 3–0 | 1–0 | —   | 2–1 | 5–0 | 1–1 | 1–0 | 3–0 | 4–0 | 1–0 | 1–0 | 1–5 |
| Tampico             | 3–1 | 5–1 | 1–0 | 0–3 | 3–2 | 3–1 | 2–2 | 2–0 | 1–0 | —   | 2–0 | 1–0 | 0–1 | 3–1 | 1–1 | 3–2 | 2–0 | 2–2 |
| Tepic               | 3–0 | 1–0 | 1–4 | 0–0 | 0–0 | 1–3 | 1–1 | 0–1 | 1–1 | 0–0 | —   | 1–1 | 0–3 | 2–1 | 1–2 | 1–1 | 0–0 | 2–0 |
| Texcoco             | 2–0 | 2–0 | 1–2 | 3–0 | 2–1 | 0–1 | 2–1 | 0–0 | 2–2 | 2–0 | 3–2 | —   | 0–0 | 0–2 | 2–0 | 0–0 | 1–2 | 3–2 |
| Torreón             | 4–0 | 1–1 | 2–1 | 8–0 | 4–0 | 6–1 | 0–1 | 1–0 | 2–0 | 1–0 | 5–0 | 3–1 | —   | 2–1 | 7–0 | 3–1 | 0–0 | 1–0 |
| Unión de Curtidores | 4–2 | 2–0 | 3–0 | 1–3 | 3–0 | 2–1 | 2–2 | 3–5 | 1–2 | 0–1 | 1–1 | 1–0 | 0–1 | —   | 1–1 | 2–3 | 0–3 | 2–1 |
| Tigres U. de N.L.   | 1–1 | 1–1 | 2–2 | 2–1 | 1–2 | 2–2 | 1–0 | 2–1 | 1–1 | 1–3 | 0–0 | 2–2 | 1–3 | 1–2 | —   | 0–1 | 1–1 | 3–0 |
| Ciudad Victoria     | 1–1 | 0–0 | 0–0 | 1–1 | 6–1 | 1–0 | 1–0 | 2–0 | 1–1 | 3–0 | 2–0 | 1–0 | 1–0 | 3–0 | 2–0 | —   | 2–1 | 1–0 |
| Zacatepec           | 3–1 | 2–1 | 0–1 | 4–1 | 1–1 | 5–0 | 2–1 | 3–0 | 2–0 | 2–0 | 4–1 | 3–2 | 1–0 | 3–1 | 4–1 | 1–0 | —   | 3–2 |
| Zamora              | 3–1 | 1–1 | 1–2 | 3–1 | 4–2 | 2–1 | 1–0 | 0–0 | 1–1 | 1–3 | 2–1 | 2–1 | 0–1 | 1–3 | 6–0 | 0–1 | 0–2 | —   |